# Козма Таситис
Козма (на гръцки: Κοσμάς, Космас) е гръцки духовник, константиански епископ на Александрийската патриаршия от 2022 година.

## Биография
Роден е със светската фамилия Таситис (Θασίτης ) в южномакедонския град Кавала, Гърция. Висшата духовна академия в Солун в 2011 година. Замонашва се в светогорския манастир Григориат. Ръкоположен е за дякон и презвитер от митрополит Евдоким Елевтеруполски (1984-2003). Служи като ефимерий в Елевтеруполската епархия. Минава в клира на Александрийската патриаршия и от 2019 до 2022 година е протосингел на Катангската митрополия.
На 30 януари 2022 година в храма „Свети Николай“ в Кайро е ръкоположен за титулярен епископ на Константиана, викарен епископ на александрийския патриарх, който го назначава за помощник-епископ на Катангската епархия. Ръкополагането е извършено от патриарх Теодор II Александрийски, в съслужение с митрополитите Никодим Мемфидски, Наркис Пелусийски, Мелетий Катангски, Теодосий Киншаски и епископ Продром Толиарски и Южномадагаскарски.